# Fragmente din holograma unui trandafir
Fragments of a Hologram Rose este o povestire științifico-fantastică de William Gibson. Este prima lucrare literară a lui Gibson care a fost publicată, inițial în 1977 în Unearth 3 - o colecție de povestiri science-fiction care se vindea cu 1 $; Gibson a primit 27 $ pentru această povestire.
Fragments of a Hologram Rose spune povestea unui ex-iubit părăsit, care se bazează pe înregistrări artificiale de simțuri ca să doarmă, într-un oraș închis și poluat. Povestirea a fost ulterior publicată în Chrome, o antologie ce conține primele povestiri scrise de Gibson.